# Секретний рівень
Секретний рівень — це анімаційний телесеріал-антологія, створений Тімом Міллером для Amazon Prime Video. Серіал виробляється компанією Міллера Blur Studio спільно з Amazon MGM Studios. Він складається з п'ятнадцяти історій, які розгортаються у світах різних відеоігор. До складу акторів озвучки входять Арнольд Шварценеггер, Патрік Шварценеггер, Кевін Харт, Лора Бейлі, Кіану Рівз, Габріель Луна, Аріана Грінблатт, Адевале Акіннуйе-Агбає, Майкл Біч, Емілі Своллоу та Клаудія Думіт .
Серія була замовлена Amazon у серпні 2024 року, і вперше була показана на Gamescom того ж місяця. Світова прем'єра першої восьмисерійної частини відбулася 10 грудня 2024 року, а друга семисерійна частина вийшла 17 грудня 2024 року. Епізод «Pac-Man» став рекламою майбутньої гри Shadow Labyrinth.

## Задум
Серіал складається з п’ятнадцяти коротких анімаційних оповідань, заснованих на наступних відеоіграх і франшизах:    
| Бренд                             | Власники                       |
| Частина 1                         | Частина 1                      |
| --------------------------------- | ------------------------------ |
| Armored Core                      | FromSoftware                   |
| CrossFire                         | Smilegate                      |
| Dungeons & Dragons                | Wizards of the Coast           |
| New World: Aeternum               | Amazon Games                   |
| Pac-Man                           | Bandai Namco Entertainment     |
| Sifu                              | Sloclap                        |
| Unreal Tournament                 | Epic Games                     |
| Warhammer 40,000: Space Marine II | Games Workshop                 |
| Частина 2                         |                                |
| Concord                           | Sony Interactive Entertainment |
| Exodus                            | Archetype Entertainment        |
| Honor of Kings                    | TiMi Studio Group              |
| Mega Man                          | Capcom                         |
| PlayStation                       | Sony Interactive Entertainment |
| Spelunky                          | Mossmouth, LLC                 |
| The Outer Worlds                  | Obsidian Entertainment         |

## Епізоди

### Частина 1 (2024)
| № серії | Назва серії                                                                                          | Режисер(и)                                            | Сценарист(и)                | Анімаційна студія             | Оригінальна дата виходу |
| --- | --- | ----------------------------------------------------- | --------------------------- | ----------------------------- | ----------------------- |
| 1 | «Dungeons & Dragons: Колиска королеви» «англ. Dungeons & Dragons: The Queen's Cradle»                | Максім Луер, Леон Берель, Домінік Буаден, Ремі Козира | К. Д. Давіла, Левін Менексе | Unit Image (Франція)          | 10 грудня 2024          |
| Таємничий голос знущається з Солона, в'язня Культу Дракона, що опинився в центрі сутички групи героїв проти чудовиськ. Герої Мора, Таллі, Лузум і Ахокал рятують Солона. Вони встановлюють, що Солона готували в жертву для визволення дракона Тіамат. Тим часом за ними спостерігає ліч. Мора відводить Солона до твердині дракона Оріела, коли наближається армія культу. Оріел забирає прокляття з Солона, поки троє героїв тримають оборону назовні. Оріел, прийнявши прокляття, помирає, а Тіамат виходить з його тіла. Четверо воїнів об’єднуються з Солоном, який тепер має священні сили, щоб битися проти Тіамат. | |                                                       |                             |                               |                         |
| 2 | «Sifu: На це знадобиться життя» «англ. Sifu: It Takes a Life»                                        | Ласло Руска                                           | Річ Ларсон                  | Digic Pictures (Угорщина)     | 10 грудня 2024          |
| Молодий чоловік Ем-Сі має здатність воскресати, але з кожним відродженням стає старіший. Він розмовляє з вуличним торговцем, коли бачить Шона — одного з убивць батька Ем-Сі та його самого. Головний герой проникає до клубу в пошуках Шона та пробивається крізь безліч головорізів. Деяким з них вдається його вбити, але головний герой щоразу воскресає. Коли він нарешті досягає Шона, щоб помститися, то вже став зовсім старим. Згодом Ем-Сі повертається до вуличного торговця ще старішим, дозволяючи припускати, що таки вбив Шона після ще кількох спроб. Продавець спочатку думає, що перед ним дідусь головного героя, перш ніж зрозуміє, що це насправді він сам. | |                                                       |                             |                               |                         |
| 3 | «New World: Колишній і майбутній король» «англ. New World: The Once and Future King»                 | Максім Луер, Леон Берель, Домінік Буаден, Ремі Козира | Дж. Т. Петті, Філіп Гелатт  | Unit Image (Франція)          | 10 грудня 2024          |
| Король Ельстром і його армія пливуть до острова Етернум, щоб завоювати його. Проте їхній корабель загинув під час шторму. Вижили тільки Ельстром і його однорукий радник Скевола. Вони розуміють, що не можуть ні покинути острів, ні померти. Ельстром кілька разів кидає виклик правителю острова, королю Зімі, за трон, щоразу програючи. Коли Скевола визнає, що Ельстром був жахливим королем, Ельстром покидає його і, отримавши магічні обладунки та зброю, знову кидає виклик Зімі, але все одно зазнає поразки. Втомлений зусиллями Ельстрома повалити його, Зіма просто передає йому свою корону. Ельстром хоче одягнути корону, але розуміє, що бути королем немає сенсу, якщо нічим не правити. Він шукає допомоги у місцевого купця, щоб навчитися ковальської справи. Через деякий час Ельстром примиряється зі Скеволою, даруючи йому протез руки, зроблений з металу корони. | |                                                       |                             |                               |                         |
| 4 | «Unreal Tournament: Ксан» «англ. Unreal Tournament: Xan»                                             | Франк Белсон                                          | Джастін Роудс               | Blur Studio (Сполучені Штати) | 10 грудня 2024          |
| Зламаний робот-шахтар Ксан набуває розуму та усвідомлює, що його господарі-люди не виявляють роботам жодної вдячності за важку працю. Розлючений Ксан завантажує свою програму іншим роботам і вони вбивають господарів. Усіх роботів-шахтарів заарештовують і відправляють на смертельний турнір, де на арені їх неминуче повинні знищити. Перша партія роботів швидко гине, бо не вміє битися. Спостерігаючи за боєм, Ксан вивчає тактику ворогів і з кожним раундом краще керує роботами. Намагаючись дізнатися, чому професійні бійці програють роботам-шахтарям, розпорядниця гри доручає одному зі своїх техніків вивчити останки вбитого робота, а тим часом посилає капітана Некриса та його солдатів особисто битися проти Ксана. Тоді Ксан завантажує свою програму в робота, якого вивчає технік, захоплює контроль над обладнанням арени і вбиває капітана. Розпорядниця виходить на стадіон зі своїми охоронцями, щоб особисто спостерігати за стратою Ксана, але робот убиває охоронців і демонструє глядачам відеозапис, який засвідчує, що турнір має єдину мету — запевняти народ у марності повстання. Глядачі, натхненні перемогою Ксана, стають на його бік. | |                                                       |                             |                               |                         |
| 5 | «Warhammer 40,000: І вони не знатимуть страху» «англ. Warhammer 40,000: And They Shall Know No Fear» | Дейв Вілсон                                           | Дж. Т. Петті, Джастін Роудс | Blur Studio (Сполучені Штати) | 10 грудня 2024          |
| Сержант Метавр слухає інструктаж про знищення єретичної реліквії перед тим, як одягнути силову броню. Він згадує як завербував у Космодесант юнака, що не знав страху. Метавр і його загін, до складу якого входить лейтенант Тит, десантуються на пустельну планету і криваво винищують культистів Хаосу, тягнучи за собою саркофаг. Зрештою вони досягають схованої глибоко в підземеллі статуї демона. Космодесантники випускають з саркофага псайкера, що створює захисне поле навколо загону, і намірюються знищити статую. Але їх атакує демон, який убиває псайкера, спиняє час і вбиває кожного Космодесантника, змальовуючи в їхньому розумі їхні найбільші страхи. Він досягає Метавра і показує йому ілюзію як Тит став зрадником; спустошений Метавр падає безсилий. Демон, однак, не може здолати Тита, який не має страху. Тит виривається та розсікає демона навпіл. Потім Тит встановлює контакт з космічним кораблем, щоб викликати орбітальний удар по статуї і витягує Метавра з підземелля. Метавр каже, що їхній обов'язок виконано, але Тит не погоджується, показуючи на орду культистів.                                                                 | |                                                       |                             |                               |                         |
| 6 | «PAC-MAN: Цикл» «англ. PAC-MAN: Circle»                                                              | Віктор Мальдонадо, Альфредо Торрес                    | Дж. Т. Петті                | Illusorium (Іспанія)          | 10 грудня 2024          |
| Людиноподібна істота без спогадів прокидається в напівзруйнованому космічному кораблі. Її вітає літаюча золотиста сфера, Пак, яка каже йому, що він Обраний і повинен втекти з Нескінченного лабіринту. Пак показує Обраному де лежить меч і спрямовує в подорожі. Обраний убиває безліч чудовиськ, яких за порадою Пака з'їдає. Після довгої подорожі вони досягають руїн, де мешкають привиди, що виявляються сяйливими мітками на лобах істот-охоронців виходу. Коли Обраний зазнає поразки, Пак захоплює ослаблене тіло героя. Зрозумівши, що Пак — це в'язень лабіринту, Обраний вириває Пака зі свого тіла та гине. Пак повертається в космічний корабель і пробуджує нового Обраного. Порожні капсули засвідчують, що це відбувалося вже багато разів. | |                                                       |                             |                               |                         |
| 7 | «Crossfire: Гарний конфлікт» «англ. Crossfire: Good Conflict»                                        | Деміен Ненов                                          | Філіп Гелатт                | Platige Image (Польща)        | 10 грудня 2024          |
| Дві групи озброєних бійців ховаються в покинутому місті. Одна група захищає цивільного, прикутого наручниками до портфеля і постійно просить забезпечити його захист, а інша група полює за портфелем. Шторм здуває брезент, який покриває будівлю, викривши схованку найманців. Найманці тікають на автомобілях, а Global Risk кидається навздогін на бронетехніці. Їхній снайпер помічає портфель, найманців блокують під естакадою. Починається перестрілка, з якої найманцям вдається втекти за допомогою білого фосфору, щоб замаскувати свої теплові сліди. Виявляється, що портфель був фальшивий, а справжній портфель — в іншому транспортному засобі. Global Risk застрелює одного найманця в порту. Прикутий до портфеля чоловік у цей час тікає, а найманець вирушає помститися. Зрештою найманець знаходить чоловіка з портфелем, і йому протистоїть оператор Global Risk, який переконує віддати портфель. Двоє найманців, що залишилися, висаджують чоловіка на кордоні, незважаючи на його протести, і оператори Global Risk повертаються на свою базу з портфелем у руках.                                                                                      | |                                                       |                             |                               |                         |
| 8 | «Armored Core: Управління активами» «англ. Armored Core: Asset Management»                           | Дейв Вілсон                                           | Дж. Т. Петті                | Digic Pictures (Угорщина)     | 10 грудня 2024          |
| Кіборгізований пілот меха п'є в барі. Штучний інтелект, вживлений у його мозок, повідомляє про нове завдання. Пілот сідає в меха та бореться проти двох інших пілотів і перемагає їх. Він і ШІ обговорюють дивовижну синхронність ворогів. Згодом пілот зустрічає ще трьох ворогів, які також неймовірно вправні; проте перемагає їх завдяки своїм бойовим навичкам і винахідливості. Пілот досягає мети, але з подивом знаходить лабораторію, схожу на ту, де він був кіборгізований. ШІ розуміє, що ціллю були інші кіборгізовані пілоти, які пережили операцію, технологія якої вважалася втраченою. Останній ворожий пілот просить допомоги, але пілот розтрощує йому череп своїм мехом, щоб лишитися єдиним найкращим. | |                                                       |                             |                               |                         |

### Частина 2 (2024)
| № серії | Назва серії                                                                                       | Режисер(и)                             | Сценарист(и)                  | Анімаційна студія               | Оригінальна дата виходу |
| --- | ------------------------------------------------------------------------------------------------- | -------------------------------------- | ----------------------------- | ------------------------------- | ----------------------- |
| 9 | «The Outer Worlds: Компанія, про яку ми піклуємося» «англ. The Outer Worlds: The Company We Keep» | Бенгт-Антон Ранстен                    | Гезер Енн Кемпбелл            | Goodbye Kansas Studios (Швеція) | 17 грудня 2024          |
| Амос — наївний сирота, що сортує сміття на захолусній планеті. Одного разу він бачить чоловіка, який розклеює плакати, і просить його прочитати, що там написано. Плакат закликає на роботу в тітоньки Клео для фармацевтичної корпорації. Амос вирішує працювати там, коли довідується, що це вже робить доктор Фелісіті Каро, в яку він був закоханий у дитинстві. Він стає піддослідним, внаслідок чого поступово втрачає руки й ноги, які йому замінюють протезами. Нарешті він зустрічає Фелісіті, яка пояснює йому всю марність такої роботи, бо Фелісіті переходить на випуск нетестованої продукції. Амос, який все життя намагався бути чесним, вирішує доповісти про Фелісіті керівнику корпорації. Але цю посаду вже обіймає Фелісіті. Вона жалкує про те, що Амос став калікою, і запитує його, чи вона погана людина. Амос відповідає, що ні, поки вона краде докази проти себе. Наприкінці Амос лишається прибиральником під фантастичним краєвидом неба. |                                                                                                   |                                        |                               |                                 |                         |
| 10 | «Mega Man: Старт» «англ. Mega Man: Start»                                                         | Алекс Біті                             | Джефф Югас                    | Illusorium (Іспанія)            | 17 грудня 2024          |
| Доктор Лайт створює роботів, але їх перепрограмовує його суперник, доктор Вайлі, щоб руйнувати місто Мегаситі. Рок - андроїд у вигляді хлопчика, створений Лайтом для допомоги в лабораторії. Лайт готує робота Бомбмена для захисту міста і відкидає пропозицію Рока піти в бій. Коли Бомбмена перепрограмовує комахоподібний дрон Вайлі, Рок швидко модифікує свою руку, щоб створити заморожувальну гармату й долає Бомбмена. Інший дрон намагається заразити Рока, але той чинить опір і встигає його знищити. Зворушений його шляхетними намірами, Лайт погоджується дозволити Року битися. Але спершу він дає роботу синю броню, що надає Року його класичного вигляду. Потім Лайт телепортує Рока з лабораторії. |                                                                                                   |                                        |                               |                                 |                         |
| 11 | «Exodus: Одіссея» «англ. Exodus: Odyssey»                                                         | Алекс Біті                             | Тім Міллер                    | Blur Studio (Сполучені Штати)   | 17 грудня 2024          |
| Нік Генсон — механік нещодавно колонізованої замерзлої планети Лідон. Його дочка Марі тікає з Рафаелем, щоб досліджувати галактику та шукати артефакти високорозвинених селестіалів. Втративши дружину, Нік вирішує знайти дочку та відчайдушно шукає підказки. Він отримує допомогу від Теді і користується варп-брамою для надсвітлового польоту. Через релятивістський ефект для Ніка проходить значно менше часу, ніж для Марі. На час його прибуття Марі, Рафаель та їхня команда викрали в селестіалів реліквію і змушені тікати. Нік пропонує селестіалам свої послуги як найманець, сподіваючись знайти за їх допомогою дочку. Через багато років він підриває зореліт селестіалів і рятує Марі від переслідувачів. Марі єдина виживає зі своєї команди і дає батькові карту інших артефактів, перш ніж померти. Нік повертається на Лідон і віддає артефакт Карі Восс, онуці Теді. На слова Кари, що артефакт надзвичайно цінний, Нік відповідає, що повернув борг з відсотками. |                                                                                                   |                                        |                               |                                 |                         |
| 12 | «Spelunky: Підрахунок» «англ. Spelunky: Tally»                                                    | Емілі Дін                              | Темсін Муір                   | Illusorium (Іспанія)            | 17 грудня 2024          |
| Ана Спелункі — юна шукачка пригод, яка тікає від великої істоти, схожої на крота. Вона долає різні пастки в печері, але врешті падає у прірву. Ана отямлюється в печері, де її зустрічає старша шукачка пригод Ліз Маттон. Ана вирішує втекти, заперечуючи, що вона могла померти при падінні. Однак після нових смертей і воскресінь Ана зрештою впадає в розпач. Ліз згадує власні незліченні смерті та відродження, і надихає Ану цінувати не мету, а шлях до неї. Ана йде вглиб печери, де знаходить незліченні позначки про попередні спроби і завзято вирушає вперед. |                                                                                                   |                                        |                               |                                 |                         |
| 13 | «Concord: Історія незамінних» «англ. Concord: Tale of the Implacable»                             | Патрік Озборн                          | Дж. Т. Петті, Крістіан Тейлор | Axis Studios (Шотландія)        | 17 грудня 2024          |
| Кессиді — найманка, яку схоплюють і витягують з її руки мікросхему. Медсестра, яка проводила операцію, виявляється у змові з товаришами Кессиді. Переодягнені, вони забезпечують Кессиді втечу. Починається перестрілка, в якій Кессіді гине. Екіпаж тікає з новим пілотом і сперечається про те, що завдання пішло не так, доки не виявляється, що Кессіді вижила. Вони тікають у космічну бурю, міркуючи, що ніхто не буде переслідувати їх, і отримують з мікросхеми карту безпечних міжзоряних маршрутів. Однак вони потрапляють у пастку великого загону кораблів Гільдії, і пілот їх зраджує. Каю вдається обдурити пілота та відкрити шлюз, поки всі інші зв'язані. Вони вирішують передати карту піратам і втекти. В фіналі оповідач нагадує, що найманці, можливо, не вижили, але вони принаймні не здавалися. Він також свариться з кимось, хто сумнівається в справжності талісмана, який, як нібито був на кораблі втікачів. Але талісманом пробігають іскри, засвідчуючи, що він справжній. |                                                                                                   |                                        |                               |                                 |                         |
| 14 | «Honor of Kings: Шлях усіх речей» «англ. Honor of Kings: The Way of All Things»                   | Чаба Віце (угор. Csaba Vicze)          | Дж. Т. Петті                  | Digic Pictures (Угорщина)       | 17 грудня 2024          |
| Ї Сін — юнак, який збирається кинути виклик Тяньгуну — суперкомп'ютеру, що контролює місто. Причина цього в тому, що місто дедалі більше розладнується і саме в цьому Ї Сін вбачає причину загибелі своїх батьків. Юнак вирушає в палац Тяньгуна, перед яким жебрак застерігає, що всі, хто входили до палацу, збожеволіли. Тяньгун вітає Ї Сіна та пропонує зіграти в го. Як пояснює Тяньгун, кожна подія в місті має свою причину і Тяньгун знає все: що було, є і буде; ніхто не має свободи волі, бо все відбувається так, як визначив Тяньгун. Ї Сін відмовляється визнавати це, тоді Тяньгун показує йому дзеркало, в якому видно минуле. Виявляється, батьки Ї Сіна захищали малого сина від демонів, а Тяньгун забрав Ї Сіна, тим самим урятувавши його, поки батьки виграли час. Ї Сін називає це доказом, що свобода існує: його батьки самі обрали пожертвувати життям заради сина. Тяньгун визнає поразку і зникає. Ї Сін виходить із палацу, успадкувавши силу Тяньгуна керувати містом та приводить його до ладу. Але в фіналі Тяньгун стоїть, спостерігаючи за містом, натякаючи, що це все ще частина його плану. |                                                                                                   |                                        |                               |                                 |                         |
| 15 | «Playtime: Виконання» «англ. Playtime: Fulfillment»                                               | Іштван Зоркоци (угор. Istvan Zorkoczy) | Дж. Т. Петті                  | Digic Pictures (Угорщина)       | 17 грудня 2024          |
| О — кур'єрка, що бачить світ крізь свої окуляри схожими на відеогру. Вона робить доставку якраз вчасно, але її винагорода — це лише скін для велосипеда. Баддібот, її улюбленець і помічник, намагається переконати її, що скін цінний, хоча велосипед вже такого ж кольору. З'являється таємничий незнайомець і дає їй пакунок із написаною від руки адресою. Баддібот попереджає не приймати замовлення, але вона погоджується і виявляє в пакунку істоту, схожу на морську зірку — Передатчика. О перевіряє його справжність через окуляри. Пеклонавти з'являються на вулиці перед нею, вимагаючи віддати Передатчика, але вона тікає. Передатчик перетворює її велосипед на мотоцикл, що нагадує Playstation, поки її не перехоплюють Колос і Кратос. Тоді Передатчик перетворює мотоцикл на літаючий транспорт, а Баддібот, який залишився позаду, викликає інших Баббідобів, щоб убити О за порушення контракту. Вона прибуває за адресою, де виявляє будинок свого дитинства, і виходить у реальний світ. Незнайомець виявляється її другом Джонні, і О погоджується знову пограти з ним, занурюючись у віртуальний світ.  |                                                                                                   |                                        |                               |                                 |                         |

## Виробництво
«Секретний рівень» створений Тімом Міллером, який є виконавчим продюсером у своїй власній компанії Blur Studio. Blur Studio виступає виробничою компанією разом із Amazon MGM Studios. Дейв Вілсон виконує функції виконавчого продюсера та режисера анімації. Серіал було замовлено компанією Amazon Prime Video 14 серпня 2024 року. 

## Рекламна кампанія
Телесеріал анонсували на Gamescom 20 серпня 2024 року. Під час заходу був опублікований трейлер, який містив фрагменти з кожного з епізодів.  
Пілот, який з'явився в епізоді Armored Core, був у центрі уваги ЗМІ та спекуляцій через його схожість з актором Кіану Рівзом. Amazon Prime Video відмовилися розголошувати інформацію про кастинг під час анонсу. Портал ComicBook.com повідомив про наплив «коментарів про Рівза та його потенційну появу в [цьому серіалі]» під дописами у соціальних мережах проєкту Armored Core. Веслі Інь-Пул від IGN сказав, що персонаж настільки схожий на Рівза, що той міг би вимагати виплати гонорару в разі, якщо він дійсно не бере участь у проєкті. Алі Джонс від GamesRadar+ зауважив, що хоча кадр міг бути «просто чоловіком незрозумілої етнічної приналежності із подібним волоссям на обличчі», навряд Armored Core розмістили би зображення у своїх соціальних мережах, якби це був «просто якийсь випадковий актор», а не Рівз.
У жовтні 2024 року кастинг Кіану Рівза був офіційно підтверджений, разом із Арнольдом Шварценеггером, Патріком Шварценеггером, Кевіном Гартом, Хевен Гарт, Габріелем Луною, Аріаною Грінблатт, Адевале Акіннуйе-Агбадже, Майклом Бічем, Емілі Своллоу та Клаудією Думіт.
Відеогра, яка продовжує історію епізоду Pac-Man, під назвою Shadow Labyrinth, має вийти у 2025 році. 

## Реліз
Світова прем'єра першої частини серіалу відбулася 10 грудня 2024 року.  Друга частина вийде 17 грудня 2024 року.

## Сприйняття
На сайті-агрегаторі кінорецензій Rotten Tomatoes рейтинг схвалення Secret Level становить 64% на основі 14 відгуків із середнім рейтингом 6/10. На сайті Metacritic телесеріал має оцінку 53/100 на основі відгуків дев’яти критиків, що свідчить про «змішані або середні» відгуки.
Стівен Нгуєн Скейф з IGN оцінив проєкт на 5/10 та сказав, що шоу «насилу шукає цікаві історії для короткометражної антології», а також що він незадоволений вибором вихідного матеріалу.
Арамід Тінубу з Variety написав, що «шоу виглядає як погано написане штучним інтелектом резюме величезних історій».
Згідно зі Screen Rant, найвище оцінені епізоди: «Exodus: Одіссея», «Warhammer 40,000: І вони не знатимуть страху» та «Unreal Tournament: Ксан», а найнижче — «Crossfire: Гарний конфлікт».